# Copa México Clausura 2013
La Copa MX Clausura 2013 fue la edición 42 de la Copa México, tras el regular éxito de la Copa MX Apertura 2012. El título se lo llevó Cruz Azul al ganarle la final al Club de Fútbol Atlante en serie de penales (4-2) tras empatar el partido (0-0).

## Sistema de competencia
La competencia de la Copa MX es organizada por la Liga MX y Ascenso MX.

Participarán en la Copa MX C13 un total de 24 Clubes: 11 Clubes de la Liga MX y 13 Clubes de Ascenso MX.

Por lo que hace a los 11 Clubes de la Liga MX, se descontarán de la Tabla General de Acceso a los cuatro Clubes que competirán en la Concacaf Liga Campeones 2012-13 (Tigres, Santos, Guadalajara y Monterrey); y los 3 clubes que participaran en la Copa Libertadores 2013 (León, Tijuana y Toluca).

En cuanto a los Clubes de Ascenso MX, participan los 13 Clubes de esta División descontando al Club Pumas Morelos y el Club Leones Negros, quienes ocuparon los últimos lugares en la Tabla General de Clasificación de la Temporada Apertura 2012.

### Fase de calificación
Se integra por 6 Jornadas en las que los Clubes jugarán sólo con rivales de su grupo en series denominadas llaves. Los 24 Clubes participantes se dividirán en 6 grupos de 4 Clubes cada uno.

Los equipos de cada grupo jugarán 3 llaves que se calificarán de la siguiente forma:
- Por juego ganado se obtendrán tres puntos
- Por juego empatado se obtendrá un punto
- Por juego perdido cero puntos
- Por llave ganada un punto adicional

En caso de que exista empate en el número de puntos obtenidos por juego, se tomará como criterio de desempate el mayor número de goles anotados como visitante. En caso de que exista empate en el número puntos obtenidos y en goles anotados, o no se hayan anotado goles en los partidos, no habrá punto adicional en la llave.

Si al finalizar las 6 Jornadas, dos o más Clubes estuviesen empatados en puntos, su posición en la Tabla General de Clasificación será determinada atendiendo a los siguientes criterios de desempate:
1. Mejor diferencia entre los goles anotados y recibidos
2. Mayor número de goles anotados
3. Marcadores particulares entre los Clubes empatados
4. Mayor número de goles anotados como visitante
5. Mejor ubicado en la Tabla General de Cociente
6. Tabla Fair Play
7. Sorteo

Para determinar los lugares que ocuparán los Clubes que participen en la Fase Final de la Copa MX C13, se tomará como base la Tabla General de Clasificación al término del Torneo.

### Fase final
Participarán por el título de Campeón de la Copa MX C13 el primer lugar de cada uno de los 6 grupos y, para completar a los 8 finalistas, los dos mejores segundos lugares de entre todos los grupos.

En esta fase los equipos se enfrentarán a un solo partido resultando vencedor el que anote mayor número de goles en el tiempo reglamentario de juego. En caso de empate en goles o que no se haya anotado ninguno, para decidir el encuentro se procederá a tirar series de penales.

Los estadios donde se llevarán a cabo los partidos de esta Fase se definirán por los siguientes criterios:
- Si los dos clubes que participen en un partido son de la misma División, el partido se llevará a cabo en el estadio del club que tenga mejor ubicación en la Tabla General de Clasificación del Torneo de Copa.
- Si los clubes participantes son de diferente División, el partido se llevará a cabo en el estadio del club de Ascenso MX.

La fase final se jugará de la siguiente forma
- Cuartos de final
  - 1 vs 8 → SF1
  - 2 vs 7 → SF2
  - 3 vs 6 → SF3
  - 4 vs 5 → SF4
- Semifinales
  - SF1 vs SF4 → F1
  - SF2 vs SF3 → F2
- Final
  - F1 vs F2

## Equipos por entidad federativa
Para este torneo hubo participación de 18 de las 32 entidades federativas que conforman la República Mexicana, la mayor parte de ellos del centro del País.
| Dorados Altamira Neza Correcaminos Celaya La Piedad Necaxa Veracruz Mérida Pachuca Cruz Azul Hidalgo Morelia Atlas Estudiantes San Luis Querétaro Puebla Lobos BUAP América Cruz Azul Pumas Jaguares Atlante Irapuato | \| Entidad federativa \| N.º \| Equipos \| \| ------------------ \| --- \| --------------------------- \| \| Distrito Federal \| 3 \| América, Cruz Azul y Pumas \| \| Jalisco \| 2 \| Atlas y Estudiantes \| \| Guanajuato \| 2 \| Irapuato y Celaya \| \| Michoacán \| 2 \| Morelia y La Piedad \| \| Puebla \| 2 \| Puebla y Lobos BUAP \| \| Tamaulipas \| 2 \| Correcaminos y Altamira \| \| Hidalgo \| 2 \| Pachuca y Cruz Azul Hidalgo \| \| Estado de México \| 1 \| Neza \| \| Chiapas \| 1 \| Jaguares \| \| Yucatán \| 1 \| Mérida \| \| San Luis Potosí \| 1 \| San Luis \| \| Querétaro \| 1 \| Querétaro \| \| Sinaloa \| 1 \| Dorados \| \| Aguascalientes \| 1 \| Necaxa \| \| Quintana Roo \| 1 \| Atlante \| \| Veracruz \| 1 \| Veracruz \| |                             |
| Entidad federativa | N.º | Equipos                     |
| Distrito Federal | 3 | América, Cruz Azul y Pumas  |
| Jalisco | 2 | Atlas y Estudiantes         |
| Guanajuato | 2 | Irapuato y Celaya           |
| Michoacán | 2 | Morelia y La Piedad         |
| Puebla | 2 | Puebla y Lobos BUAP         |
| Tamaulipas | 2 | Correcaminos y Altamira     |
| Hidalgo | 2 | Pachuca y Cruz Azul Hidalgo |
| Estado de México | 1 | Neza                        |
| Chiapas | 1 | Jaguares                    |
| Yucatán | 1 | Mérida                      |
| San Luis Potosí | 1 | San Luis                    |
| Querétaro | 1 | Querétaro                   |
| Sinaloa | 1 | Dorados                     |
| Aguascalientes | 1 | Necaxa                      |
| Quintana Roo | 1 | Atlante                     |
| Veracruz | 1 | Veracruz                    |

## Fase de grupos
Jugarán en seis grupos de cuatro equipos, en cada grupo habrá dos equipos de la Liga MX y dos de la liga Ascenso MX, excepto en el Grupo 1, en el cual hay un equipo de la Liga MX y tres de la liga Ascenso MX. Clasificarán a cuartos de final el primer lugar de cada grupo y los dos mejores segundos lugares.
- Los horarios son correspondientes al Tiempo del Centro de México (UTC-6 y UTC-5 en horario de verano).

|  | Equipo clasificado para la Fase final (Primer lugar de grupo).        |
|  | Equipo clasificado para la Fase final (Mejor segundo lugar de grupo). |
|  | Equipo eliminado de la competición.                                   |

### Grupo 1
Equipos de la Liga MX: América.
Equipos del Ascenso MX: Necaxa, Neza y Altamira.
| Pos. | Equipo   | Pts. | PJ | G | E | P | LG | GF | GC | Dif. | Clasificación             |
| ---- | -------- | ---- | -- | - | - | - | -- | -- | -- | ---- | ------------------------- |
| 1    | América  | 18   | 6  | 5 | 0 | 1 | 3  | 17 | 7  | +10  | Acceso a cuartos de final |
| 2    | Necaxa   | 14   | 6  | 4 | 0 | 2 | 2  | 10 | 9  | +1   |                           |
| 3    | Neza     | 8    | 6  | 2 | 1 | 3 | 1  | 8  | 10 | −2   |                           |
| 4    | Altamira | 1    | 6  | 0 | 1 | 5 | 0  | 4  | 13 | −9   |                           |

 Fuente: [cita requerida]
| Local    | Resultado | Visitante | Estadio  | Fecha               | Canal TV |
| Necaxa   | 3:0 (1:0) | Neza      | Victoria | 15 de enero 19:00   | TDN      |
| América  | 2:0 (2:0) | Altamira  | Azteca   | 16 de enero 21:00   | TDN      |
| Neza     | 0:1 (0:0) | Necaxa    | Neza     | 22 de enero 15:00   | TDN      |
| Altamira | 1:3 (0:1) | América   | Altamira | 22 de enero 21:00   | TDN      |
| Altamira | 1:1 (0:0) | Neza      | Altamira | 13 de febrero 19:00 | TDN      |
| Necaxa   | 1:4 (0:2) | América   | Victoria | 13 de febrero 21:00 | TDN      |
| Neza     | 3:0 (2:0) | Altamira  | Neza     | 19 de febrero 15:00 | TDN      |
| América  | 3:1 (0:1) | Necaxa    | Azteca   | 19 de febrero 21:00 | TDN      |
| Necaxa   | 3:2 (1:1) | Altamira  | Victoria | 26 de febrero 19:00 | TDN      |
| Neza     | 3:5 (0:3) | América   | Neza     | 27 de febrero 15:00 | TDN      |
| Altamira | 0:1 (0:0) | Necaxa    | Altamira | 5 de marzo 19:00    | TDN      |
| América  | 0:1 (0:1) | Neza      | Azteca   | 5 de marzo 21:00    | TDN      |

### Grupo 2
Equipos de la Liga MX: Morelia y Querétaro.
Equipos del Ascenso MX: Estudiantes y Veracruz.
| Pos. | Equipo      | Pts. | PJ | G | E | P | LG | GF | GC | Dif. | Clasificación             |
| ---- | ----------- | ---- | -- | - | - | - | -- | -- | -- | ---- | ------------------------- |
| 1    | Estudiantes | 13   | 6  | 3 | 2 | 1 | 2  | 10 | 6  | +4   | Acceso a cuartos de final |
| 2    | Querétaro   | 12   | 6  | 2 | 4 | 0 | 2  | 6  | 4  | +2   |                           |
| 3    | Veracruz    | 6    | 6  | 1 | 2 | 3 | 1  | 5  | 8  | −3   |                           |
| 4    | Morelia     | 5    | 6  | 0 | 4 | 2 | 1  | 5  | 8  | −3   |                           |

 Fuente: [cita requerida]
| Local       | Resultado | Visitante   | Estadio              | Fecha               | Canal TV     |
| Estudiantes | 1:2 (0:1) | Querétaro   | Tres de marzo        | 16 de enero 19:00   | TVC Deportes |
| Morelia     | 1:1 (0:0) | Veracruz    | Morelos              | 16 de enero 21:00   | TVC Deportes |
| Querétaro   | 1:1 (0:0) | Estudiantes | Corregidora          | 22 de enero 19:00   | TVC Deportes |
| Veracruz    | 2:1 (1:0) | Morelia     | Luis "Pirata" Fuente | 22 de enero 21:00   | TVC Deportes |
| Querétaro   | 1:1 (0:0) | Veracruz    | Corregidora          | 13 de febrero 19:00 | TVC Deportes |
| Estudiantes | 1:1 (1:0) | Morelia     | Tres de marzo        | 14 de febrero 21:00 | TVC Deportes |
| Morelia     | 1:3 (0:2) | Estudiantes | Morelos              | 19 de febrero 19:00 | TVC Deportes |
| Veracruz    | 0:1 (0:0) | Querétaro   | Luis "Pirata" Fuente | 20 de febrero 21:00 | TVC Deportes |
| Estudiantes | 2:1 (0:0) | Veracruz    | Tres de marzo        | 26 de febrero 19:00 | TVC Deportes |
| Querétaro   | 1:1 (0:0) | Morelia     | Corregidora          | 26 de febrero 21:00 | TVC Deportes |
| Veracruz    | 0:2 (0:0) | Estudiantes | Luis "Pirata" Fuente | 5 de marzo 19:00    | TVC Deportes |
| Morelia     | 0:0       | Querétaro   | Morelos              | 5 de marzo 21:00    | TVC Deportes |

### Grupo 3
Equipos de la Liga MX: Cruz Azul y Atlas.
Equipos del Ascenso MX: Lobos BUAP y Irapuato.
| Pos. | Equipo     | Pts. | PJ | G | E | P | LG | GF | GC | Dif. | Clasificación             |
| ---- | ---------- | ---- | -- | - | - | - | -- | -- | -- | ---- | ------------------------- |
| 1    | Cruz Azul  | 15   | 6  | 4 | 1 | 1 | 2  | 8  | 5  | +3   | Acceso a cuartos de final |
| 2    | Atlas      | 14   | 6  | 3 | 2 | 1 | 3  | 10 | 5  | +5   | Acceso a cuartos de final |
| 3    | Irapuato   | 7    | 6  | 1 | 3 | 2 | 1  | 8  | 7  | +1   |                           |
| 4    | Lobos BUAP | 2    | 6  | 0 | 2 | 4 | 0  | 1  | 10 | −9   |                           |

 Fuente: [cita requerida]
| Local      | Resultado | Visitante  | Estadio             | Fecha               | Canal TV |
| Cruz Azul  | 1:0(1:0)  | Lobos BUAP | Azul                | 15 de enero 21:00   | ESPN2    |
| Irapuato   | 0:2 (0:2) | Atlas      | Sergio León Chávez  | 16 de enero 21:00   | ESPN2    |
| Atlas      | 2:2 (2:1) | Irapuato   | Jalisco             | 23 de enero 19:00   | ESPN2    |
| Lobos BUAP | 0:2 (0:1) | Cruz Azul  | Olímpico de la BUAP | 23 de enero 21:00   | ESPN2    |
| Lobos BUAP | 0:2 (0:0) | Atlas      | Olímpico de la BUAP | 12 de febrero 21:00 | ESPN2    |
| Cruz Azul  | 0:0       | Irapuato   | Azul                | 13 de febrero 19:00 | ESPN2    |
| Atlas      | 0:0       | Lobos BUAP | Jalisco             | 19 de febrero 21:00 | ESPN2    |
| Irapuato   | 1:2 (1:1) | Cruz Azul  | Sergio León Chávez  | 20 de febrero 21:00 | ESPN2    |
| Irapuato   | 4:0 (1:0) | Lobos BUAP | Sergio León Chávez  | 27 de febrero 19:00 | ESPN2    |
| Cruz Azul  | 2:1 (1:1) | Atlas      | Azul                | 27 de febrero 21:00 | ESPN2    |
| Lobos BUAP | 1:1 (0:1) | Irapuato   | Olímpico de la BUAP | 6 de marzo 19:00    | ESPN2    |
| Atlas      | 3:1 (2:1) | Cruz Azul  | Jalisco             | 6 de marzo 21:00    | ESPN2    |

### Grupo 4
Equipos de la Liga MX: UNAM y Puebla.
Equipos del Ascenso MX: Mérida y Celaya.
| Pos. | Equipo | Pts. | PJ | G | E | P | LG | GF | GC | Dif. | Clasificación             |
| ---- | ------ | ---- | -- | - | - | - | -- | -- | -- | ---- | ------------------------- |
| 1    | Puebla | 13   | 6  | 3 | 2 | 1 | 2  | 12 | 6  | +6   | Acceso a cuartos de final |
| 2    | UNAM   | 12   | 6  | 2 | 3 | 1 | 3  | 12 | 5  | +7   |                           |
| 3    | Mérida | 9    | 6  | 2 | 2 | 2 | 1  | 8  | 13 | −5   |                           |
| 4    | Celaya | 3    | 6  | 0 | 3 | 3 | 0  | 9  | 17 | −8   |                           |

 Fuente: [cita requerida]
| Local  | Resultado | Visitante | Estadio                 | Fecha               | Canal TV |
| Mérida | 1:0 (1:0) | UNAM      | Carlos Iturralde Rivero | 16 de enero 21:00   | SKY      |
| Puebla | 4:0 (4:0) | Celaya    | Cuauhtémoc              | 17 de enero 21:00   | TDN      |
| UNAM   | 5:0 (3:0) | Mérida    | Olímpico Universitario  | 23 de enero 21:00   | TDN      |
| Celaya | 1:4 (1:2) | Puebla    | Miguel Alemán Valdés    | 23 de enero 21:00   | SKY      |
| UNAM   | 1:1 (0:0) | Celaya    | Olímpico Universitario  | 12 de febrero 21:00 | TDN      |
| Puebla | 3:1 (2:0) | Mérida    | Cuauhtémoc              | 13 de febrero 19:00 | TDN      |
| Mérida | 0:0       | Puebla    | Carlos Iturralde Rivero | 19 de febrero 21:00 | SKY      |
| Celaya | 2:2 (1:2) | UNAM      | Miguel Alemán Valdés    | 20 de febrero 21:00 | SKY      |
| Mérida | 3:2 (1:0) | Celaya    | Carlos Iturralde Rivero | 27 de febrero 19:00 | SKY      |
| UNAM   | 1:1 (1:0) | Puebla    | Olímpico Universitario  | 27 de febrero 21:00 | TDN      |
| Celaya | 3:3 (2:1) | Mérida    | Miguel Alemán Valdés    | 6 de marzo 19:00    | SKY      |
| Puebla | 0:3 (0:0) | UNAM      | Cuauhtémoc              | 6 de marzo 21:00    | TDN      |

### Grupo 5
Equipos de la Liga MX: Jaguares y San Luis.
Equipos del Ascenso MX: La Piedad y Cruz Azul Hidalgo.
| Pos. | Equipo            | Pts. | PJ | G | E | P | LG | GF | GC | Dif. | Clasificación             |
| ---- | ----------------- | ---- | -- | - | - | - | -- | -- | -- | ---- | ------------------------- |
| 1    | Chiapas           | 15   | 6  | 3 | 3 | 0 | 3  | 6  | 3  | +3   | Acceso a cuartos de final |
| 2    | San Luis          | 11   | 6  | 3 | 1 | 2 | 1  | 9  | 9  | 0    |                           |
| 3    | Cruz Azul Hidalgo | 6    | 6  | 1 | 2 | 3 | 1  | 8  | 7  | +1   |                           |
| 4    | La Piedad         | 6    | 6  | 1 | 2 | 3 | 1  | 4  | 8  | −4   |                           |

 Fuente: [cita requerida]
| Local             | Resultado | Visitante         | Estadio                       | Fecha               | Canal TV |
| Jaguares          | 3:2 (0:1) | Cruz Azul Hidalgo | Víctor Manuel Reyna           | 15 de enero 19:00   | SKY      |
| La Piedad         | 1:4 (0:2) | San Luis          | Juan Nepomuceno López         | 16 de enero 15:00   | SKY      |
| Cruz Azul Hidalgo | 0:0       | Jaguares          | 10 de diciembre               | 23 de enero 15:00   | TDN      |
| San Luis          | 2:1 (0:1) | La Piedad         | Alfonso Lastras Ramírez       | 23 de enero 19:00   | TDN      |
| La Piedad         | 0:1 (0:0) | Jaguares          | Juan Nepomuceno López         | 12 de febrero 15:00 | SKY      |
| San Luis          | 2:1 (0:1) | Cruz Azul Hidalgo | Alfonso Lastras Ramírez       | 12 de febrero 19:00 | TDN      |
| Cruz Azul Hidalgo | 4:0 (1:0) | San Luis          | 10 de diciembre               | 20 de febrero 15:00 | TDN      |
| Jaguares          | 0:0       | La Piedad         | Víctor Manuel Reyna           | 21 de febrero 19:00 | SKY      |
| San Luis          | 1:1 (0:0) | Jaguares          | Alfonso Lastras Ramírez       | 26 de febrero 21:00 | TDN      |
| La Piedad         | 1:0 (0:0) | Cruz Azul Hidalgo | Estadio Juan Nepomuceno López | 27 de febrero 16:00 | SKY      |
| Jaguares          | 1:0 (0:0) | San Luis          | Estadio Víctor Manuel Reyna   | 6 de marzo 21:00    | SKY      |
| Cruz Azul Hidalgo | 1:1 (1:0) | La Piedad         | 10 de diciembre               | 7 de marzo 15:00    | TDN      |

### Grupo 6
Equipos de la Liga MX: Pachuca y Atlante.
Equipos del Ascenso MX: Dorados y Correcaminos.
| Pos. | Equipo           | Pts. | PJ | G | E | P | LG | GF | GC | Dif. | Clasificación             |
| ---- | ---------------- | ---- | -- | - | - | - | -- | -- | -- | ---- | ------------------------- |
| 1    | Pachuca          | 15   | 6  | 4 | 0 | 2 | 3  | 15 | 10 | +5   | Acceso a cuartos de final |
| 2    | Atlante          | 15   | 6  | 4 | 1 | 1 | 2  | 11 | 6  | +5   | Acceso a cuartos de final |
| 3    | Dorados          | 5    | 6  | 1 | 2 | 3 | 0  | 10 | 13 | −3   |                           |
| 4    | Correcaminos UAT | 5    | 6  | 1 | 1 | 4 | 1  | 6  | 13 | −7   |                           |

 Fuente: [cita requerida]
| Local        | Resultado | Visitante    | Estadio                      | Fecha                           | Canal TV     |
| Atlante      | 2:2 (1:1) | Dorados      | Olímpico Andrés Quintana Roo | 15 de enero 21:00               | TVC Deportes |
| Correcaminos | 1:2 (0:2) | Pachuca      | Marte R. Gómez               | 16 de enero 21:00               | TVC Deportes |
| Pachuca      | 3:1 (1:1) | Correcaminos | Hidalgo                      | 23 de enero 19:00               | TVC Deportes |
| Dorados      | 0:1 (0:0) | Atlante      | Banorte                      | 23 de enero 21:00 HC/20:00 HL   | TVC Deportes |
| Pachuca      | 4:0 (0:0) | Dorados      | Hidalgo                      | 13 de febrero 19:00             | TVC Deportes |
| Correcaminos | 0:1 (0:0) | Atlante      | Marte R. Gómez               | 13 de febrero 21:00             | TVC Deportes |
| Atlante      | 4:0 (1:0) | Correcaminos | Andrés Quintana Roo          | 19 de febrero 19:00             | TVC Deportes |
| Dorados      | 5:2 (2:2) | Pachuca      | Banorte                      | 19 de febrero 21:00 HC/20:00 HL | TVC Deportes |
| Pachuca      | 4:2 (2:1) | Atlante      | Hidalgo                      | 26 de febrero 19:00             | TVC Deportes |
| Correcaminos | 2:1 (1:1) | Dorados      | Marte R. Gómez               | 26 de febrero 21:00             | TVC Deportes |
| Dorados      | 2:2 (1:0) | Correcaminos | Banorte                      | 5 de marzo 21:00 HC/20:00 HL    | TVC Deportes |
| Atlante      | 1:0 (0:0) | Pachuca      | Andrés Quintana Roo          | 6 de marzo 19:00                | TVC Deportes |

### Mejores segundos
| Pos. | Equipo    | Pts. | PJ | G | E | P | LG | GF | GC | Dif. | Clasificación             |
| ---- | --------- | ---- | -- | - | - | - | -- | -- | -- | ---- | ------------------------- |
| 1    | Atlante   | 15   | 6  | 4 | 1 | 1 | 2  | 11 | 6  | +5   | Acceso a cuartos de final |
| 2    | Atlas     | 14   | 6  | 3 | 2 | 1 | 3  | 10 | 5  | +5   | Acceso a cuartos de final |
| 3    | Necaxa    | 14   | 6  | 4 | 0 | 2 | 2  | 10 | 9  | +1   |                           |
| 4    | Querétaro | 12   | 6  | 2 | 4 | 0 | 2  | 6  | 4  | +2   |                           |
| 5    | UNAM      | 12   | 6  | 2 | 3 | 1 | 3  | 12 | 5  | +7   |                           |
| 6    | San Luis  | 11   | 6  | 3 | 1 | 2 | 1  | 9  | 9  | 0    |                           |

 Fuente: [cita requerida]

## Tabla de clasificados
| Pos. | Equipo      | Pts. | PJ | G | E | P | LG | GF | GC | Dif. |
| ---- | ----------- | ---- | -- | - | - | - | -- | -- | -- | ---- |
| 1    | América     | 16   | 6  | 5 | 0 | 1 | 1  | 17 | 7  | +10  |
| 2    | Pachuca     | 15   | 6  | 4 | 0 | 2 | 3  | 15 | 10 | +5   |
| 3    | Atlante     | 15   | 6  | 4 | 1 | 1 | 2  | 11 | 6  | +5   |
| 4    | Cruz Azul   | 15   | 6  | 4 | 1 | 1 | 2  | 8  | 5  | +3   |
| 5    | Chiapas     | 15   | 6  | 3 | 3 | 0 | 3  | 6  | 3  | +3   |
| 6    | Atlas       | 14   | 6  | 3 | 2 | 1 | 3  | 10 | 5  | +5   |
| 7    | Puebla      | 13   | 6  | 3 | 2 | 1 | 2  | 12 | 6  | +6   |
| 8    | Estudiantes | 13   | 6  | 3 | 2 | 1 | 2  | 10 | 6  | +4   |

 Fuente: [cita requerida]

## Goleadores
| Narciso Mina       | Club América      | 8 |  |  |
| Matías Alustiza    | Puebla FC         | 7 |  |  |
| Alberto García     | Atlante FC        | 4 |  |  |
| Jerónimo Amione    | Atlante FC        | 4 |  |  |
| Ezequiel Orozco    | Club Necaxa       | 4 |  |  |
| Pablo Hütt García  | Cruz Azul Hidalgo | 3 |  |  |
| Fernando Cavenaghi | CF Pachuca        | 3 |  |  |
| Antonio López      | Club América      | 3 |  |  |
|                    |                   |   |  |  |

## Fase final
|  | Cuartos de final         | Cuartos de final         | Cuartos de final         |                |       | Semifinales        | Semifinales        | Semifinales        |  |   | Final               | Final               | Final               |  |
|  | 12 y 13 de marzo de 2013 | 12 y 13 de marzo de 2013 | 12 y 13 de marzo de 2013 |                |       | 3 de abril de 2013 | 3 de abril de 2013 | 3 de abril de 2013 |  |   | 10 de abril de 2013 | 10 de abril de 2013 | 10 de abril de 2013 |  |
|  |                          |                          |                          |                |       |                    |                    |                    |  |   |                     |                     |                     |  |
|  |                          |                          |                          |                |       |                    |                    |                    |  |   |                     |                     |                     |  |
|  | 3                        | Atlante (p.)             | 0 (4)                    |                |       |                    |                    |                    |  |   |                     |                     |                     |  |
|  | 3                        | Atlante (p.)             | 0 (4)                    |                |       |                    |                    |                    |  |   |                     |                     |                     |  |
|  | 6                        | Atlas                    | 0 (2)                    |                |       |                    |                    |                    |  |   |                     |                     |                     |  |
|  | 6                        | Atlas                    | 0 (2)                    |                | 3     | Atlante (p.)       | 1 (5)              |                    |  |   |                     |                     |                     |  |
|  |                          |                          |                          |                | 3     | Atlante (p.)       | 1 (5)              |                    |  |   |                     |                     |                     |  |
|  |                          |                          | 7                        | Puebla         | 1 (4) |                    |                    |                    |  |   |                     |                     |                     |  |
|  | 2                        | Pachuca                  | 7                        | Puebla         | 1 (4) | 1 (3)              |                    |                    |  |   |                     |                     |                     |  |
|  | 2                        | Pachuca                  |                          |                |       |                    |                    |                    |  |   |                     |                     |                     |  |
|  | 7                        | Puebla (p.)              | 1 (5)                    |                |       |                    |                    |                    |  |   |                     |                     |                     |  |
|  | 7                        | Puebla (p.)              | 1 (5)                    |                |       |                    |                    |                    |  | 3 | Atlante             | 0 (2)               |                     |  |
|  |                          |                          |                          |                |       |                    |                    |                    |  | 3 | Atlante             | 0 (2)               |                     |  |
|  |                          |                          | 4                        | Cruz Azul (p.) | 0 (4) |                    |                    |                    |  |   |                     |                     |                     |  |
|  | 1                        | América (p.)             | 4                        | Cruz Azul (p.) | 0 (4) | 1 (5)              |                    |                    |  |   |                     |                     |                     |  |
|  | 1                        | América (p.)             |                          |                |       |                    |                    |                    |  |   |                     |                     |                     |  |
|  | 8                        | Estudiantes              | 1 (4)                    |                |       |                    |                    |                    |  |   |                     |                     |                     |  |
|  | 8                        | Estudiantes              | 1 (4)                    |                | 1     | América            | 1 (4)              |                    |  |   |                     |                     |                     |  |
|  |                          |                          |                          |                | 1     | América            | 1 (4)              |                    |  |   |                     |                     |                     |  |
|  |                          |                          | 4                        | Cruz Azul (p.) | 1 (5) |                    |                    |                    |  |   |                     |                     |                     |  |
|  | 4                        | Cruz Azul                | 4                        | Cruz Azul (p.) | 1 (5) | 1                  |                    |                    |  |   |                     |                     |                     |  |
|  | 4                        | Cruz Azul                |                          |                |       |                    |                    |                    |  |   |                     |                     |                     |  |
|  | 5                        | Chiapas                  | 0                        |                |       |                    |                    |                    |  |   |                     |                     |                     |  |
|  | 5                        | Chiapas                  | 0                        |                |       |                    |                    |                    |  |   |                     |                     |                     |  |
|  |                          |                          |                          |                |       |                    |                    |                    |  |   |                     |                     |                     |  |

### Cuartos de final

#### Estudiantes-América
| 12 de marzo de 2013 21:15 UTC-6 | Estudiantes                                                                                               | 1:1 (4:5 p.)               | América                                                                                                   | 3 de Marzo, Zapopan, Jalisco |  |
|                                 | Eduardo Lillingston 87'                                                                                   | Reporte                    | Narciso Mina 55'                                                                                          |                              |  |
|                                 | | Tiros desde el punto penal | |                              |  |
|                                 | Eduardo Lillingston 0:1 · Saúl Villalobos 1:1 · Luis Sánchez 2:2 · Christian Sánchez 3:3 · Julio Ceja 4:4 |                            | 1:1 Osvaldo Martínez · 2:1 Raúl Jiménez · 3:2 Antonio López · 4:3 Adrián Aldrete · 5:4 Aquivaldo Mosquera |                              |  |
| América avanza a Semifinales    | |                            | |                              |  |

#### Pachuca-Puebla
| 13 de marzo                 | Pachuca               | 1:1 (3:5 p.) | Puebla          | Hidalgo, Pachuca, Hidalgo       |                                 |
|                             | Abraham Darío Carreño |              | DAMARCUS BEASLY | Asistencia: 15,000 espectadores | Asistencia: 15,000 espectadores |
| Puebla avanza a Semifinales |                       |              |                 |                                 |                                 |

#### Atlante-Atlas
|                              | Atlante | 0:0 (4:2 p.) | Atlas | Andrés Quintana Roo, Cancún, Quintana Roo |  |
| Atlante avanza a Semifinales |         |              |       |                                           |  |

#### Cruz Azul-Jaguares
| 12 de marzo de 2013 | Cruz Azul             | 1:0                                               | Jaguares | Estadio Azul, México, D.F.                                           |                                                                      |
|                     | Teófilo Gutiérrez 72' | [suceso = Cruz Azul avanza a Semifinales Reporte] |          | Asistencia: 4,000 espectadores Árbitro(s): Jorge Antonio Pérez Durán | Asistencia: 4,000 espectadores Árbitro(s): Jorge Antonio Pérez Durán |

### Semifinales

#### América-Cruz Azul
| 3 de abril de 2013          | América                                                                                                  | 1:1 (4:5 p.)               | Cruz Azul | Estadio Azteca, México, DF                                    |                                                               |
|                             | Narciso Mina 62'                                                                                         | Reporte                    | Christian Giménez 27'                                                                                         | Asistencia: 73,877 espectadores Árbitro(s): Jorge Isaac Rojas | Asistencia: 73,877 espectadores Árbitro(s): Jorge Isaac Rojas |
|                             | | Tiros desde el punto penal | |                                                               |                                                               |
|                             | Osvaldo Martínez 1:1 · Raúl Jiménez 2:2 · Adrián Aldrete 3:3 · Miguel Layún 4:4 · Aquivaldo Mosquera 4:5 |                            | 0:1 Teófilo Gutiérrez · 1:2 Javier Orozco · 2:3 Rogelio Chávez · 3:4 Alejandro Castro · 4:5 Christian Giménez |                                                               |                                                               |
| Cruz Azul avanza a la Final | |                            | |                                                               |                                                               |

#### Atlante-Puebla
| 3 de abril de 2013        | Atlante | 1:1 (5:4 p.) | Puebla | Andrés Quintana Roo, Cancún, Quintana Roo |  |
|                           | 1 (5)   |              | 1 (4)  |                                           |  |
| Atlante avanza a la Final |         |              |        |                                           |  |

### Final
| 25         | POR        | Jorge Villalpando |     |
| 1          | DEF        | Joe Bizera        |     |
| 4          | DEF        | Luis Venegas      |     |
| 22         | DEF        | Carlos Calvo      |     |
| 32         | MED        | Eugenio Arochi    |     |
| 16         | MED        | David Quiroz      |     |
| 20         | MED        | Sergio Nápoles    | 69' |
| 25         | MED        | Oscar Vera        |     |
| 27         | MED        | Paúl Uscanga      | 88' |
| 14         | DEL        | Francisco Fonseca |     |
| 19         | DEL        | Joaquín Larrivey  | 72' |
| Entrenador | Entrenador | Daniel Guzmán     |     |

| 1          | POR        | Jesús Corona      |     |
| 4          | DEF        | Julio Domínguez   | 80' |
| 14         | DEF        | Luis Perea        |     |
| 16         | DEF        | Jair Pereira      |     |
| 15         | DEF        | Gerardo Flores    |     |
| 6          | MED        | Gerardo Torrado   |     |
| 8          | MED        | Israel Castro     | 46' |
| 10         | MED        | Christian Giménez |     |
| 17         | MED        | Pablo Barrera     |     |
| 27         | DEL        | Javier Orozco     |     |
| 29         | DEL        | Teófilo Gutiérrez |     |
| Entrenador | Entrenador | Guillermo Vázquez |     |

| 17 | DEL | Diego Jiménez   | 68' |
| 11 | MED | Jerónimo Amione | 72' |
| 28 | DEL | Alberto García  | 88' |

| 5  | MED | Alejandro Castro | 46' |
| 13 | MED | Allam Bello      | 80' |

|                   |                           |       |                  |                   |
|                   |                           | 0 : 1 | Acierto de penal | Teófilo Gutiérrez |
|                   |                           |       |                  |                   |
| Francisco Fonseca | Fallo de penal (Atajado)  | 0 : 1 |                  |                   |
|                   |                           | 0 : 2 | Acierto de penal | Javier Orozco     |
| Alberto García    | Acierto de penal          | 1 : 2 |                  |                   |
|                   |                           | 1 : 3 | Acierto de penal | Alejandro Castro  |
| David Quiroz      | Acierto de penal          | 2 : 3 |                  |                   |
|                   |                           | 2 : 4 | Acierto de penal | Pablo Barrera     |
| Luis Venegas      | Fallo de penal (Desviado) | 2 : 4 |                  |                   |

| Amonestado | 25' | Francisco Fonseca |
| Amonestado | 61' | Luis Venegas      |

| Amonestado | 25' | Luis Perea        |
| Amonestado | 62' | Teófilo Gutiérrez |

|  |

|  |

| Árbitro             | César Arturo Ramos        |
| Árbitros asistentes | Alberto Morin Méndez      |
| Árbitros asistentes | Andrés Hernández Delgado  |
| Cuarto árbitro      | Jorge Antonio Pérez Durán |

| 25         | POR        | Jorge Villalpando |     |
| 1          | DEF        | Joe Bizera        |     |
| 4          | DEF        | Luis Venegas      |     |
| 22         | DEF        | Carlos Calvo      |     |
| 32         | MED        | Eugenio Arochi    |     |
| 16         | MED        | David Quiroz      |     |
| 20         | MED        | Sergio Nápoles    | 69' |
| 25         | MED        | Oscar Vera        |     |
| 27         | MED        | Paúl Uscanga      | 88' |
| 14         | DEL        | Francisco Fonseca |     |
| 19         | DEL        | Joaquín Larrivey  | 72' |
| Entrenador | Entrenador | Daniel Guzmán     |     |

| 1          | POR        | Jesús Corona      |     |
| 4          | DEF        | Julio Domínguez   | 80' |
| 14         | DEF        | Luis Perea        |     |
| 16         | DEF        | Jair Pereira      |     |
| 15         | DEF        | Gerardo Flores    |     |
| 6          | MED        | Gerardo Torrado   |     |
| 8          | MED        | Israel Castro     | 46' |
| 10         | MED        | Christian Giménez |     |
| 17         | MED        | Pablo Barrera     |     |
| 27         | DEL        | Javier Orozco     |     |
| 29         | DEL        | Teófilo Gutiérrez |     |
| Entrenador | Entrenador | Guillermo Vázquez |     |

| 17 | DEL | Diego Jiménez   | 68' |
| 11 | MED | Jerónimo Amione | 72' |
| 28 | DEL | Alberto García  | 88' |

| 5  | MED | Alejandro Castro | 46' |
| 13 | MED | Allam Bello      | 80' |

|                   |                           |       |                  |                   |
|                   |                           | 0 : 1 | Acierto de penal | Teófilo Gutiérrez |
|                   |                           |       |                  |                   |
| Francisco Fonseca | Fallo de penal (Atajado)  | 0 : 1 |                  |                   |
|                   |                           | 0 : 2 | Acierto de penal | Javier Orozco     |
| Alberto García    | Acierto de penal          | 1 : 2 |                  |                   |
|                   |                           | 1 : 3 | Acierto de penal | Alejandro Castro  |
| David Quiroz      | Acierto de penal          | 2 : 3 |                  |                   |
|                   |                           | 2 : 4 | Acierto de penal | Pablo Barrera     |
| Luis Venegas      | Fallo de penal (Desviado) | 2 : 4 |                  |                   |

| Amonestado | 25' | Francisco Fonseca |
| Amonestado | 61' | Luis Venegas      |

| Amonestado | 25' | Luis Perea        |
| Amonestado | 62' | Teófilo Gutiérrez |

|  |

|  |

| Árbitro             | César Arturo Ramos        |
| Árbitros asistentes | Alberto Morin Méndez      |
| Árbitros asistentes | Andrés Hernández Delgado  |
| Cuarto árbitro      | Jorge Antonio Pérez Durán |

| Campeón Clausura 2013 |
| --------------------- |
|                       |
| Cruz Azul             |
| 3° Título             |